# サラ・マラクル・レイン
サラ・マラクル・レイン（Sara Malakul Lane、1982年2月1日 - ）は、アメリカ合衆国の女優。タイ出身。

## 出演作品
- キックボクサー リジェネレーション（2016）（リウ）
- ドルフ・ラングレン 処刑鮫（2015、日本未公開）
- サイレント・ワールド2013（2013、日本未公開）
- シャークトパス（2010）（ニコール）
- ザ・ボルケーノ（2004）
- 沈黙の聖戦（2003）（ジェシカ・ホッパー）
- ロサンゼルス女子刑務所（2013）（アナ）